# Sikenička
Sikenička este o comună slovacă, aflată în districtul Nové Zámky din regiunea Nitra. Localitatea se află la altitudinea de 121 m deasupra n.m., se întinde pe o suprafață de 13,92 km2 și în 2017 număra 426 de locuitori.

## Istoric
Localitatea Sikenička este atestată documentar din 1135.

## Demografie
| An:                | 1994 | 2004   | 2014   | 2024   |
| ------------------ | ---- | ------ | ------ | ------ |
| Număr de persoane: | 502  | 467    | 446    | 432    |
| Diferență:         |      | −6,97% | −4,49% | −3,13% |

| An:                | 2023 | 2024   |
| ------------------ | ---- | ------ |
| Număr de persoane: | 436  | 432    |
| Diferență:         |      | −0,91% |